# Marehalm (art)
 Ikke at forveksle med Sandhjælme.
Marehalm (Leymus arenarius) er et 90-120 cm højt græs, der vokser på sandede og stenede kyster.

## Beskrivelse
Marehalm er et flerårigt græs med en tueformet, opret vækst. Bladene er stive og flade med hel rand og åben bladskede. Begge sider er grågrønne. Blomstringen sker i juni-juli, hvor man ser de høje skud stikke op over bladtuen. Hvert skud har et endestillet aks, der igen består af et stort antal småaks siddende parvis ved hvert af stråets led. Frugterne er nødder uden stak. Bemærk, at denne art ofte forveksles med sandhjælme. De kan skelnes på blomsterstanden, for hvor sandhjælme har en cylindrisk dusk, dér har marehalm et toradet aks (meget lig det, man ser hos alm. kvik).
Rodnettet består af krybende jordstængler, der bærer de trævlede rødder.
Højde x bredde og årlig tilvækst: 0,90 x 0,50 m (90 x 50 cm/år). De blomsterbærende skud når dog op i ca. 1,20 meters højde.

## Voksested
Marehalm er udbredt over det meste af Europa, hvor der findes kyster med sandet eller stenet strand. Derfor er den også meget almindelig i Danmark.
Ved Djurslands Kattegatkyst ses arten sammen med bl. sankthansurt, strandkål, liden frøstjerne, sandhjælme, strandbede, strandkarse, strandkvik, strandmandstro og strandarve.

## Foderplante
Visse arter af cikader lever på og af marehalm.
| Portal | Portal:Botanik |